# ثلاثة أمتار فوق السماء (فلم)
ثلاثة أمتار فوق السماء (بالإسبانية: Tres metros sobre el cielo) يعرف أيضا ب (Twilight Love) هو فيلم تم إنتاجه في إسبانيا وصدر في سنة 2010. وهو مقتبس من رواية الإيطالي فيديريكو موتشا (Federico Moccia). وكان هذا هو الاقتباس الثاني بعد اقتباس عام 2004 في إيطاليا، وصدر جزء ثاني له سنة 2012 تحت عنوان: Tengo ganas de ti (أريدك)، وقد ازيع عن جزء ثالث من الفلم ولكن إلى الآن لم يتم اجاده.
الفيلم من إخراج فرناندو غونزاليس مولينا وكتابة فيديريكو موتشا (Federico Moccia). من بطولة ماريو كاساس (Mario Casas) وماريا فالفيردي (María Valverde) ودييغو مارتن وأندريا دورو (Andrea Duro) وبابلو ريفيرو (Pablo Rivero).

## القصة
يحكي الفيلم قصة حب مستحيل بين babi ، وهي فتاة شابة عمرها 18 سنة وتنحدر من عائلة راقية وبين المدعو hugo والملقب ب"H" وهو شاب متمرد غير مبال ودائما متضايق، اعتاد الخروج مع فتيات سيئات غير محترمات ويشارك في سباقات دراجات غير قانوني... ورغم أن الجميع كان ضدهم، فقد وقعا في حب بعضهما، لتبدأ حينها قصة حب ليست ككل القصص.
بدأ الفيلم بخروج Ache من المحاكمة المتهم بضرب عشيق والدته. في هذه الأثناء، يذهب بابي إلى مدرسته، في تلك اللحظة التي يلتقي فيها حاش وبابي لأول مرة.
يلتقي Hache بأصدقائه من راكبي الدراجات النارية، بما في ذلك Pollo (ألفارو سيرفانتس)، أفضل صديق له. من جانبها، حضرت بابي حفلة مع أختها دانييلا (نيريا كاماتشو). قرر أحد أصدقاء Hache «دعوتهم» إلى الحفلة الخاصة، حيث يتسلل السائقون. هناك، يلتقي حاش وبابي مرة أخرى، وينتهيان الاثنين في حوض السباحة في المنزل. إنه في نفس الحفلة، حيث يلتقي بولو مع كاتينا (مارينا سالاس)، أفضل أصدقاء بابي.
بينما كان بابي يقود سيارته إلى منزله في سيارة صديقها السابق، بدأ سائقو دراجات Hache في مضايقتهم في منتصف الطريق السريع، حيث كان هو من اتصل بالشرطة للإبلاغ عنهم. ينتهي حاش بضرب صديق بابي السابق، بينما تتوقف سيارة في منتصف الطريق، زوجان متزوجان، أصدقاء لوالدي بابي، يحاول مساعدة صديقها السابق، لكن حاش يضربه، وينتهي بهم الأمر بالمغادرة، بابي يحاول فصلهما، ويهرب الصديق السابق من Hache ويغادر السيارة تاركة بابي مستلقية، لذلك يتعين على Hache أن تأخذها إلى المنزل. في اليوم التالي، يرافق حاش بولو ليجد كاتينا في المعهد، الذي ينتهي في اللقاء الثالث بين حاش وبابي. بعد فترة وجيزة، أبلغت كاتينا بابي أنها بدأت في مواعدة بولو.
أبلغه والدا بابي أنه تم استنكار حشي بسبب الإصابات التي تسبب فيها لأحد المارة أثناء مطاردة صديق بابي السابق واستنكر بابي حشي. في ذلك اليوم، علم بابي أن كاتينا ذهبت مع بولو إلى سباقات راكبي الدراجات النارية غير القانونية التي يشارك فيها حاش. تذهب بابي للبحث عن صديقتها، مما أدى إلى لقاء جديد مع حاش. في هذه السباقات، يتسابق راكبو الدراجات مع فتاة مقيدة في ظهورهم؛ بابي، غاضبًا من هاش، يركب دراجة تشينو (لويس فرنانديز)، منافس هاش. ينقطع السباق عند وقوع حادث ووصول الشرطة. اضطر بابي إلى الهروب، وركب دراجة Hache النارية وأعادها إلى المنزل.
الصورة التي أخذها الشرطي لحاش وبابي أثناء الهروب تصل إلى الصحافة، فيقرر حاش طباعتها على جدارية عملاقة والتسلل إلى منزل بابي لتعليقها من السقف. تقدم كاتينا بابي لمرافقتها مع بولو إلى صالة ديسكو وتحاول إقناعها بإخبارها أن Hache تنتظرها. ينتهي الحال بهاشي وبابي بالرقص والتقبيل لأول مرة.
في أحد الأيام، قررت Hache أن تذهب لتجدها خارج المعهد لأخذها في رحلة. خلال ذلك، يكتشف بابي ما حدث في الماضي والذي عذب حشي كثيرًا: كانت والدته نائمة مع جاره، مما جعل حاش يضربه ثم يغادر المنزل ليعيش مع شقيقه الأكبر أليكس (دييغو مارتن). أخيرًا، يصل حاش وبابي إلى الشاطئ، حيث يقضيان اليوم معًا.
أظهر Hache و Babi بالفعل علاقتهما علانية، الأمر الذي يسبب استياء مارا (Andrea Duro)، مغازلة Hache القديمة التي تحبه. هذا عندما يقضي حاش وبابي الليل في منزل على الشاطئ، حيث يذهبان إلى الفراش لأول مرة. بعد فترة وجيزة، ظهر والدا بابي. والد بابي على علم بعلاقة ابنته بسائق الدراجة النارية ويذهب إلى منزل حشي لمقابلته. يكشف أنه على علم بعلاقتهما ويظهر عدم ثقته، لكن حاش يعترف بأنه مغرم بها وأنه تمكن من تغييرها. ومع ذلك، فإن والدتها لا ترغب في السماح لكليهما بالخروج ومواجهة ابنتها علانية. بعد أن سرقت تشينو ومارا خاتمًا من منزل بابي وخطفت حاش كلب معلمها لمنعه من إيذاءها، سئم بابي وقرر أنه ينبغي على كليهما منح نفسيهما بعض الوقت.
بابي يحتفل بعيد ميلادها الثامن عشر. لا يزال Hache لديه مهنة انتقامية معلقة مع Chino ، لكنه قرر الظهور في حفلة بابي في لحظة، والتي تتوج في المصالحة بينهما. في هذه الأثناء، قرر بولو الترشح له ضد تشينو، مع تقييد كاتينا خلف ظهره. أثناء السباق، يسقط بولو من الدراجة. بعد إبلاغهما، يتعين على Hache و Babi الذهاب إلى مكان الحادث، حيث يراقبان جثة Pollo. يتهم بابي الآلام بأنه سبب وفاة صديقه، مما يجعله يرد بضربها وترك كل واحدة منهم.
بعد عدم رؤية بعضهما البعض لفترة، تكتشف حشي أن بابي بدأ بمواعدة شاب آخر ويحاول الاتصال بها، لكن كل من بابي ووالدتها يتجنبهما. بعد أن أدرك هاش أنه فقدها، قرر أن الوقت قد حان لقلب الصفحة ويكشف لأخيه أليكس أنه قرر الذهاب للعمل في لندن. التقى الاثنان على الشاطئ حيث كان مع بابي، وأدركا في تلك اللحظة أنه هو وهي تعرف بعضهما البعض بالفعل لفترة طويلة. يركب «هاش» و «أليكس» دراجة نارية من الطراز الأول ويفقدان نفسيهما في أفق الطريق.

## الممثلون والشخصيات
- ماريو كاساس (بدور: هوغو "H")
- ماريا فالفيردي (بدور: بابي)
- ألفارو سرفانتس (بدور: بولو)
- مارينا سالاس (بدور: كاتينا)
- دييغو مارتن (بدور: اليخاندرو)
- لوتشو فرنانديز (بدور: تشينو)
- أندريا دورو (بدور: مارا)
- نيريا كاماتشو (بدور: داني)
- بابلو ريفيرو (بدور: غوستافو)
- كريستينا بلازاس (بدور: رافاييلا)
- كلارا سيغورا (بدور: فورغة)
- جوردي بوش (بدور: كلاوديو)
- جوان كروساس (بدور: والد هوغو H)

## الميزانية والإيرادات
بلغت تكلفة إنتاج الفيلم حوالي 3,000,000 دولار بينما حقق أرباحا تقدر بـ 9,955,766,61 دولار.

## وصلات خارجية
- مقالات تستعمل روابط فنية بلا صلة مع ويكي بيانات

لا توجد روابط لمواقع التواصل الاجتماعي.